# Баят, Асеф
Асеф Баят (перс. آصف بیات‎; род. 31 июля 1954) — ирано-американский ученый. В настоящее время является профессором глобальных и транснациональных исследований, социологии и ближневосточных исследований Кэтрин и Брюса Бастиан в Университете Иллинойса в Урбане-Шампейне. Ранее был профессором социологии и ближневосточных исследований и возглавлял кафедру общества и культуры современного Ближнего Востока в Лейденском университете, Нидерланды. Занимал должность академического директора Международного института изучения ислама в современном мире (ISIM) и кафедры ислама и современного мира ISIM в Лейденском университете (2003–2009).
Баят опубликовал множество публикаций по вопросам политической социологии, социальных движений, городского пространства и политики, повседневной политики и религиозности, современного ислама и мусульманского Ближнего Востока. Проводил обширные исследования иранской исламской революции, исламистских движений в сравнительной перспективе с 1970-х годов, отсутствия движений городской бедноты, мусульманской молодежи и женщин, политики веселья и арабской весны.

## Биография
Асеф Баят родился в небольшой деревне, расположенной примерно в шестидесяти милях к западу от Тегерана, в азербайджанской семье. Позже его семья переехала в столицу, где его первый опыт обучения был в исламском учебном заведении. Получил диплом в государственной средней школе, расположенной недалеко от Хоссейнии Эршада, где собиралось множество последователей Али Шариати. В последние школьные годы он посещал популярные лекции Шариати в «Хосейнии Эршад». Однако к этому времени он стал полностью светским подростком, перейдя в левую политику университетского кампуса, которую он поддерживал на протяжении всего своего высшего образования в Великобритании.
С 1986 года он преподавал социологию в Американском университете в Каире в течение примерно 17 лет, в течение которых он также занимал должности в Калифорнийском университете в Беркли, Колумбийском университете и был научным сотрудником Колледжа Святого Антония Оксфордского университета и Университет Брауна.
С 2010 года является профессором социологии и ближневосточных исследований в Университете Иллинойса. С 2012 года он возглавляет кафедру глобальных и транснациональных исследований Кэтрин и Брюса Бастиан.
Свободно говорит на английском, персидском, арабском и азербайджанском языках.

## Вклад
Баят ввел термин «постисламизм» в эссе 1996 года под названием «Приход постисламистского общества». Далее он развил эту идею в последующей книге «Сделать ислам демократическим: социальное движение и постисламистский поворот» (Stanford University Press, 2007), а затем усовершенствовал эту концепцию в сборнике с учеными политического ислама всего мусульманского мира под названием «Постисламизм: меняющиеся лица политического ислама» (Oxford University Press, 2012). Эта идея спровоцировала интеллектуальные и политические дебаты во многих странах с мусульманским большинством, особенно в Индонезии, Малайзии, Турции, Египте, Марокко и Иране.
Баят также внес вклад в теорию социальных движений своими концепциями «тихого вторжения», «социального отсутствия движений» и «политики присутствия». Эти идеи развивались с годами и достигли кульминации в его книге «Жизнь как политика: как обычные люди меняют Ближний Восток» (Stanford University Press, 2013). Его понимание арабских восстаний 2010–2011 годов и представление концепции «Революция» представлены в его недавней книге «Революция без революционеров: осмысление арабской весны» (Stanford University Press, 2017).

### Книги
- Revolution without Revolutionaries: Making Sense of the Arab Spring Stanford University Press, 2017
- Post-Islamism: The Changing Faces of Political Islam. Oxford University Press, 2013.
- Being Young and Muslim: New Cultural Politics in the Global South and North. (co-edited with Linda Herrera.) New York: Oxford University Press, 2010.
- Life as Politics: How Ordinary People Change the Middle East. Stanford: Stanford University Press, 2010, 2nd Edition 2013.
- Making Islam Democratic: Social Movements and the Post-Islamist Turn. Stanford: Stanford University Press, 2007.
- Ortadoğu'da Maduniyet: Toplumsal Hareketler ve Siyaset. [Subalternity in the Middle East: Social Movements and Politics. (In Turkish.) Six essays compiled and translated by Özgür Gökmen and Seçil Deren]. İstanbul: İletişim Yayınları, 2006.
- Street Politics: Poor Peoples Movements in Iran. New York: Columbia University Press, 1997.
- Work, Politics and Power. New York: Monthly Review Press, 1991.
- Workers and Revolution in Iran. London: Zed Books, 1987.

### Статьи
- Bayat, Asef (Fall 2017) Is There a Youth Politics?", Middle East Topics and Arguments.
- Bayat, Asef (October 2015) "Plebeians of the Arab Spring", Current Anthropology, vol. 56, no. 11.
- Bayat, Asef (2013) "The Making of Post-Islamist Iran", in A. Bayat, ed., Post-Islamism: The Changing Faces of Political Islam, New York, Oxford University Press.
- Bayat, Asef (2013) "Egypt and Its Unsettled Islamism", in A. Bayat, ed., Post-Islamism: The Changing Faces of Political Islam", New York, Oxford University Press.
- Bayat, Asef (April 2013) "Arab Spring and Its Surprises", Development and Change, vol. 44, issue 2.
- Bayat, Asef (2013) "Areas and Ideas", Comparative Studies of South Asia, Africa and the Middle East, vol. 33, no. 3.
- Bayat, Asef (2012) "Politics in the City Inside-Out", City and Society, vol. 24, no. 2 pp. 110–128.
- Bayat, Asef (2012) "Islamic Movements", in David Snow, et al. (eds.) Encyclopedia of Social and Political Movements, Oxford and New York, Blackwell.
- Bayat, Asef (2011) "Our Revolution is Civil", The Hedgehog Review, vol. 13, no. 3, Fall.
- Bayat, Asef (April 26, 2011) "The Post-Islamist Revolutions", Foreign Affairs.
- Bayat, Asef (2011) "Marginality: Curse or Cure?", in Ray Bush and Habib Ayeb (eds.) Marginality and Exclusion in Egypt, London, Zed Books.
- Bayat, Asef (November-December 2010). Tehran: Paradox City. New Left Review. II (66).{{cite journal}}:  Википедия:Обслуживание CS1 (формат даты) (ссылка)
- Bayat, Asef (2008). Islamism and Empire: The Incongruous Nature of Islamist Anti-imperialism. Socialist Register. 44. (London, Merlin Press, 2007.)
- Bayat, Asef (October 2007). Islamism and the Politics of Fun. Public Culture. 19 (3): 433–459. doi:10.1215/08992363-2007-004.
- Bayat, Asef (September 2007). Radical Religion and the Habitus of the Dispossessed: Does Islamic Militancy Have an Urban Ecology?. International Journal of Urban and Regional Research. 31 (3): 579–590. doi:10.1111/j.1468-2427.2007.00746.x.
- Bayat, Asef (September 2005). Islamism and Social Movement Theory. Third World Quarterly. 26 (6): 891–908. doi:10.1080/01436590500089240. JSTOR 4017816. S2CID 143656715. Pdf.
- Bayat, Asef (November 2005). Transforming the Arab World: The Arab Human Development Report and the Politics of Change. Development and Change. 36 (6): 1225–1237. doi:10.1111/j.0012-155X.2005.00461.x.
- Bayat, Asef (February 2002). Activism and Social Development in the Middle East. International Journal of Middle East Studies. 34 (1): 1–28. doi:10.1017/S0020743802001010. hdl:1887/9803. S2CID 36218868.
- Bayat, Asef (Winter 2001). Studying Middle Eastern Societies: Imperatives and Modalities of Thinking Comparatively. Middle East Studies Association Bulletin. 35 (2): 151–158. doi:10.1017/S0026318400043315. hdl:1887/9802. JSTOR 23063462. S2CID 153290973.
- Bayat, Asef (September 2000). From 'Dangerous Classes' to 'Quiet Rebels': Politics of Urban Subaltern in the Global South. International Sociology. 15 (3): 533–557. doi:10.1177/026858000015003005. S2CID 41053273.
- Bayat, Asef (January 1998). Revolution without Movement, Movement without Revolution: Comparing Islamist Activism in Iran and Egypt. Comparative Studies in Society and History. 40 (1): 136–169. doi:10.1017/S0010417598980057 (inactive 23 января 2025). JSTOR 179392. S2CID 54197847.{{cite journal}}:  Википедия:Обслуживание CS1 (DOI неактивен с 2025) (ссылка)
- Bayat, Asef (March 1997). Un-Civil Society: The Politics of the 'Informal People'. Third World Quarterly. 18 (1): 53–72. doi:10.1080/01436599715055. hdl:1887/9769. Pdf.
- Bayat, Asef (1992). Work Ethics in Islam: A Comparison with Protestantism. The Islamic Quarterly. 36 (2): 5–27.
- Bayat, Asef (April 1990). Shari'ati and Marx: A Critique of an "Islamic" Critique of Marxism. Alif: Journal of Comparative Poetics. 10 (10): 19–41. doi:10.2307/521715. JSTOR 521715. Available online.